# Europese weg 17
De Europese weg 17 of E17 is een Europese weg die loopt van Antwerpen in België naar Beaune in Frankrijk. 

## Algemeen
De Europese weg 17 is een Klasse A Noord-Zuid-verbindingsweg en verbindt het Belgische Antwerpen met het Franse Beaune en is ongeveer 696 kilometer lang. De route is door de UNECE als volgt vastgelegd:
België
- Antwerpen
- Gent
- Kortrijk

Frankrijk
- Cambrai
- Reims
- Beaune

## Traject

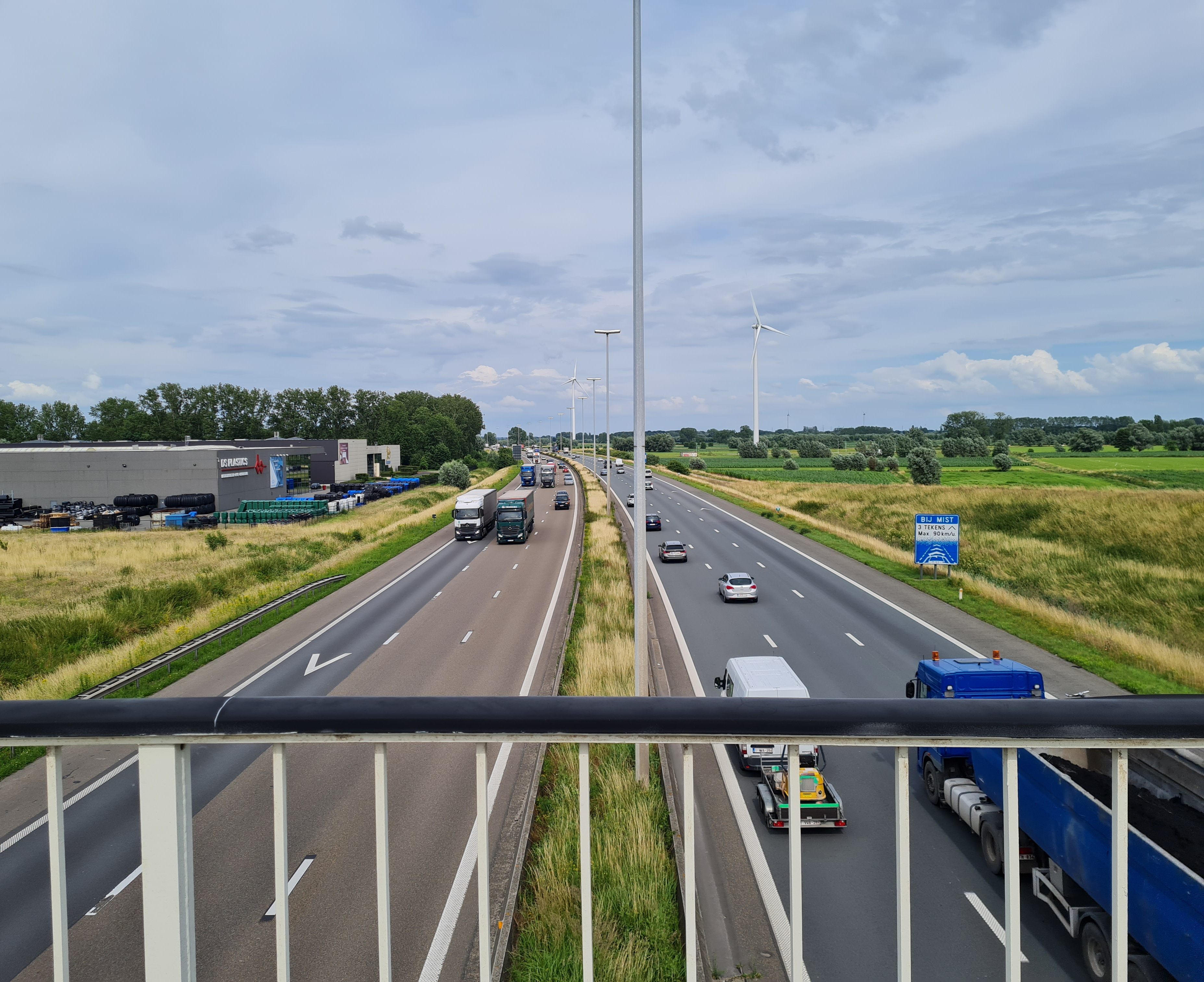
E17 nabij Lokeren

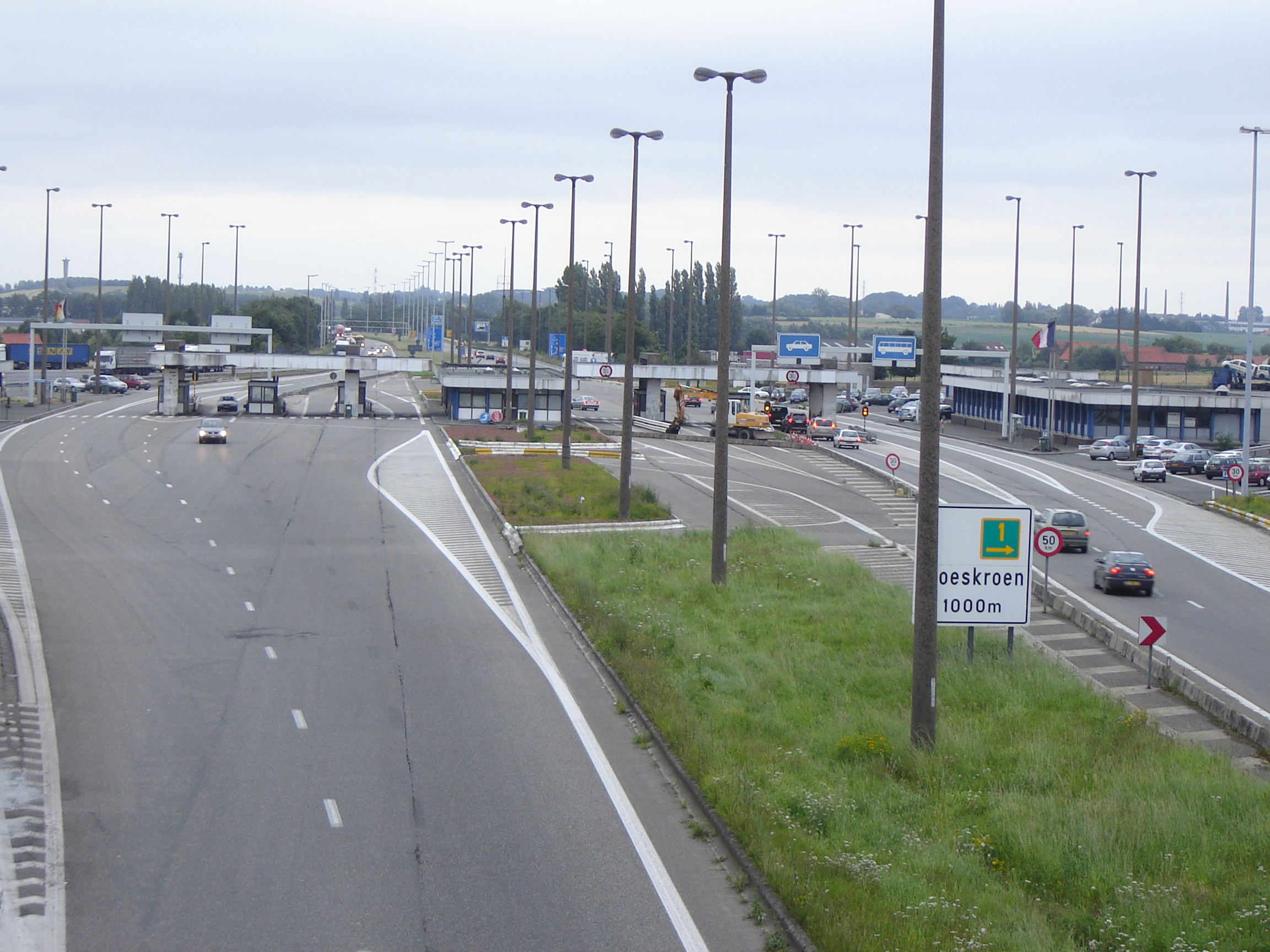
Grensovergang bij Rekkem, richting België

### België
De E17 loopt in België volledig over het traject van de A14. Deze snelweg is een belangrijke noord-zuidverbinding door Vlaanderen, en verbindt de steden Antwerpen, Gent, Kortrijk met Rijsel net over de Franse grens. De belangrijkste autosnelwegkruising is die met de E40 (Knooppunt Zwijnaarde), die naar Brussel (zuidoostelijk) en naar Oostende (noordwestelijk) gaat.

### Frankrijk
Na de grens met Frankrijk gaat de A14 over in de Franse A22. In Rijsel gaat deze A22 over in de A1 (Rijsel - Arras) en vanaf Arras volgt de route de A26 (Arras – Troyes) tot bij Troyes. Hier gaat de A26 over in de A5 (Troyes – Langres). De E17 volgt de A5 tot aan Langres, waar hij overgaat in de A31 (Langres – Beaune). De E17 volgt vanaf Langres de A31 tot aan Beaune.

## Nationale wegnummers
| nummer    | tracé                         |
| België    | België                        |
| --------- | ----------------------------- |
|           | Antwerpen - Frankrijk         |
| Frankrijk |                               |
|           | België - Rijsel               |
|           | Ringweg Rijsel                |
|           | Rijsel - Arras                |
|           | Arras - Reims                 |
|           | Reims - Châlons-en-Champagne  |
|           | Châlons-en-Champagne - Troyes |
|           | Troyes - Beauchemin           |
|           | Beauchemin - Beaune           |

## Aansluitingen op andere Europese wegen
Tijdens de route komt de E17 de volgende Europese wegen tegen:
- De E19 bij Antwerpen, België en Cambrai, Frankrijk
- De E313 bij Antwerpen, België
- De E34 bij Antwerpen, België
- De E40 bij Gent, België
- De E403 bij Kortrijk, België
- De E42 bij Rijsel, Frankrijk
- De E15 bij Arras en Beaune, beide in Frankrijk
- De E44 bij Saint-Quentin, Frankrijk
- De E46 bij Reims, Frankrijk
- De E50 bij Reims, Frankrijk
- De E420 bij Reims, Frankrijk
- De E54, die van Troyes tot aan Beauchemin, beide in Frankrijk, hetzelfde traject volgend
- De E21, die van Beauchemin tot aan Beaune, beide in Frankrijk, hetzelfde traject volgend
- De E60 bij Beaune, Frankrijk

## Historisch Traject

### Algemeen
In 1963 kreeg de Intercommunale Vereniging voor de Autoweg E3 de concessie om de nieuwe autoweg E3 te bouwen en te onderhouden. Tien jaar later, in 1973, werd de E3 (later hernummerd naar E17 in België) geopend voor het publiek. Deze snelweg verving de 'Dodenweg' tussen Kortrijk en Gent en maakte deel uit van een internationaal project om een wegennet te creëren van Stockholm tot Lissabon.
In de jaren zestig en zeventig was het bouwen van een snelweg een enorm project. Beslissingen over de route werden in Brussel genomen, wat leidde tot onteigeningen van landbouwers en bewoners met weinig inspraak of overleg. Tegelijkertijd vonden streekbewoners werk bij de intercommunale en betrokken aannemers. Veel mensen uit de regio en daarbuiten hebben bijgedragen aan de bouw van de E3, variërend van handarbeid tot grondonderzoek.
Na jaren van graafwerkzaamheden, ophogingen en wegenbouw was de snelweg in 1973 klaar om de regio te verbinden met de rest van Vlaanderen en Europa. Tegenwoordig wordt de snelweg als vanzelfsprekend beschouwd. Hoewel de snelweg symbool staat voor vooruitgang, was men zich destijds ook bewust van de uitdagingen die gepaard gingen met de aanleg ervan. De E17 staat niet alleen voor mobiliteit, maar ook voor milieuhinder, verkeersoverlast, geluidsoverlast, ongevallen en andere ongemakken.

### Tijdslijn
- 1950: Tot de twintigste eeuw bestaat het Europese wegennet voornamelijk uit steenwegen en smalle straten, wat ongeschikt is voor groot vrachtverkeer. In 1950 ontwerpt men in het pas opgerichte hoofdkwartier van de Verenigde Naties een netwerk van Europese snelwegen. De E3 (later E17), die Lissabon met Stockholm zal verbinden, maakt deel uit van dit netwerk.
- 9 februari 1963: Oprichting van de Intercommunale E3. Zij zijn verantwoordelijk voor de studie, uitrusting, bouw, onderhoud en exploitatie van de E3.
- 2 juli 1963: De eerste spadesteek vindt plaats in Antwerpen.
- 1966: Start van de werken regio Kortijk.
- 1967: Start van de werken regio Gent en Waregem.
- 1967: Eerste E3-prijs. De wielerwedstrijd Harelbeke-Antwerpen-Harelbeke verandert in 1967 van naam. Omdat de eerste 100 km van de route parallel loopt met de autostrade, wordt de naam van de wedstrijd omgedoopt naar de E3-prijs.
- 1969: Opening van de Kennedytunnel.
- 1973: Voltooing van Belgisch traject. Na tien jaar bouwen is het Belgische traject van 167 kilometer afgewerkt.
- 18 november 1973 - 13 januari 1974: Autoloze zondagen. Buurtbewoners kunnen te voet of met de fiets op zondag de autosnelweg op.
- 1985: Het Belgische deel van de E3 wordt omgenummerd naar E17.
- 1993: Door het verdrag van Maastricht worden douaneposten afgeschaft. Voortaan mogen mensen en goederen binnen Europa vrij de grenzen oversteken.
- 27 februari 1996: Kettingbotsing in Nazareth. Op de E17 in Nazareth verschijnt rond 10 uur "een muur van mist" die de bestuurders elk zicht ontneemt. Het gevolg is een enorme kettingbotsing, waarbij 200 voertuigen betrokken raken. Tien mensen komen om het leven, 56 anderen raken zwaargewond.
- 2017: Afschaffing praatpalen. Langs elke 2 km langs de snelweg stond een telefoon waarmee de hulpdiensten konden worden gebeld. De praatpalen werden in 2017 afgeschaft vanwege het weinige gebruik ervan.
- 2020: Het verkeer valt stil bij de komst van de coronapandemie. Er rijdt sinds het eerst sinds de autoloze zondagen in 1973 amper verkeer op de E17.
- 2023: 50 jaar E17. De autosnelweg is niet meer weg te denken bij de Vlaamse weggebruiker.[3]